# 田志平
田志平（1952年—），河北滦南人，汉族，中华人民共和国政治人物、第十一届全国人民代表大会河北地区代表。
毕业于中国社会科学院研究生院企业管理专业。加入中共，担任河北钢铁集团副总经理。2008年起担任全国人大代表。